# Список наград и номинаций мультсериала «Время приключений»
«Время приключений» — американский фэнтезийный мультсериал, созданный Пендлтоном Уордом для телеканала Cartoon Network. Премьера сериала состоялась 5 апреля 2010 года, а завершился он 3 сентября 2018 года, насчитывая в итоге десять сезонов и три мини-серии. На протяжении всего своего существования сериал получал положительные отзывы от критиков, а также заслужил не менее 75 номинаций, из которых победными оказалось минимум 26.
С 2010 года мультсериал ежегодно до 2017 года номинировался на премию «Энни», главную награду в области анимации, выиграв три награды из девятнадцати номинаций. Сериал получил восемь наград Прайм-таймовой премии «Эмми» из шестнадцати номинаций, причём с 2010 по 2018 год было девять последовательных номинаций за лучшую короткометражную анимационную программу (среди них одна победа за эпизод «Воображаемые ресурсы», четвёртую часть цикла «Острова»). Также сериал каждый раз выигрывал в номинации «Лучшие индивидуальные достижения в анимации» в течение шести лет. Финал сериала «Пойдём со мной» был номинирован за лучшую анимационную программу в 2019 году, став тем самым последней номинацией мультсериала на «Эмми».

## Награды
| Премия                                              | Год  | Категория                                                                         | Номинант                                  | Результат | Ист.   |
| --------------------------------------------------- | ---- | --------------------------------------------------------------------------------- | ----------------------------------------- | --------- | ------ |
| Выбор телевизионных критиков                        | 2012 | Лучший анимационный сериал                                                        | «Время приключений»                       | Номинация | [ 1 ]  |
| Выбор телевизионных критиков                        | 2013 | Лучший анимационный сериал                                                        | «Время приключений»                       | Номинация | [ 2 ]  |
| Выбор телевизионных критиков                        | 2014 | Лучший анимационный сериал                                                        | «Время приключений»                       | Номинация | [ 3 ]  |
| Выбор телевизионных критиков                        | 2019 | Лучший анимационный сериал                                                        | «Время приключений»                       | Номинация | [ 4 ]  |
| Кинофестиваль «Сандэнс»                             | 2013 | Анимационный короткометражный фильм                                               | За эпизод «Thank You»                     | Номинация | [ 5 ]  |
| Международный фестиваль анимационных фильмов в Анси | 2013 | Телевизионный сериал                                                              | За эпизод «Princess Cookie»               | Номинация | [ 6 ]  |
| Прайм-тайм премия «Эмми»                            | 2010 | Лучший мини-сериал или фильм                                                      | За эпизод «My Two Favorite People»        | Номинация | [ 7 ]  |
| Прайм-тайм премия «Эмми»                            | 2011 | Лучший мини-сериал или фильм                                                      | За эпизод «It Came From the Nightosphere» | Номинация | [ 7 ]  |
| Прайм-тайм премия «Эмми»                            | 2012 | Лучший мини-сериал или фильм                                                      | За эпизод «Too Young»                     | Номинация | [ 7 ]  |
| Прайм-тайм премия «Эмми»                            | 2013 | Выдающиеся личные достижения в анимации                                           | Энди Ристейно                             | Победа    | [ 8 ]  |
| Прайм-тайм премия «Эмми»                            | 2013 | Лучший мини-сериал или фильм                                                      | За эпизод «Simon & Marcy»                 | Номинация | [ 9 ]  |
| Премия «Энни»                                       | 2007 | Лучший анимационный короткометражный фильм                                        | За пилотный эпизод                        | Номинация | [ 10 ] |
| Премия «Энни»                                       | 2011 | Лучший анимационный сериал или фильм для детей                                    | «Время приключений»                       | Номинация | [ 11 ] |
| Премия «Энни»                                       | 2012 | Лучший анимационный фильм или сериал                                              | За эпизод «Thank You»                     | Номинация | [ 11 ] |
| Премия «Энни»                                       | 2012 | Лучшая раскадровка для фильма или сериала                                         | Ребекка Шугар                             | Номинация | [ 11 ] |
| Премия «Энни»                                       | 2013 | Лучший анимационный сериал или фильм для детей                                    | За эпизод «Princess Cookie»               | Номинация | [ 12 ] |
| Премия «Энни»                                       | 2013 | Design in an Animated Television/Broadcast Production                             | За эпизод «The Hard Easy»                 | Номинация | [ 13 ] |
| Премия «Энни»                                       | 2013 | Storyboarding in an Animated Television/Broadcast Production                      | За эпизод «Goliad»                        | Номинация | [ 14 ] |
| Премия «Энни»                                       | 2013 | Storyboarding in an Animated Television/Broadcast Production                      | За эпизод «Lady & Peebles»                | Номинация | [ 14 ] |
| Премия «Энни»                                       | 2014 | Лучший анимационный сериал или фильм для детской аудитории                        | Время приключений                         | Победа    | [ 15 ] |
| Премия «Энни»                                       | 2014 | Outstanding Achievement, Production Design in an Animated TV/Broadcast Production | Ник Дженнингс и др.                       | Номинация | [ 16 ] |
| Премия «Энни»                                       | 2014 | Outstanding Achievement, Voice Acting in an Animated TV/Broadcast Production      | Томас Кенни                               | Победа    | [ 15 ] |
| Премия «Энни»                                       | 2014 | Outstanding Achievement, Editorial in an Animated TV/Broadcast Production         | Пол Дуглас                                | Номинация | [ 16 ] |
| British Academy Children’s Awards                   | 2013 | International                                                                     | Время приключений                         | Победа    | [ 17 ] |
| Golden Reel Awards                                  | 2013 | Sound Effects, Foley, Dialogue, and ADR Animation In Television                   | За эпизод «Card Wars»                     | Победа    | [ 18 ] |
| Teen Choice Awards                                  | 2013 | Лучший анимационный сериал                                                        | Время приключений                         | Номинация | [ 19 ] |